# Xcel Energy Center
Het Xcel Energy Center (ook bekend als " The X ") is een multifunctionele arena in Saint Paul in de Amerikaanse staat Minnesota. Het is vernoemd naar zijn lokaal gevestigde sponsor Xcel Energy. Met een officiële capaciteit van 17.954 heeft de arena vier toeschouwersniveaus: een suite-niveau en drie algemene zitniveaus. Het gebouw is de thuisbasis van Minnesota Wild van de NHL. 
De arena is eigendom van de stad Saint Paul en wordt beheerd door het moederbedrijf van Wild, Minnesota Sports & Entertainment. Het ligt in hetzelfde blok als de RiverCentre-congresfaciliteit, het Roy Wilkins Auditorium en het Ordway Center for the Performing Arts, in het centrum van Saint Paul. Het diende ook als officiële thuisbasis voor de Republikeinse Nationale Conventie van 2008.